# دمیترو بویکو
دمیترو بویکو (انگلیسی: Dmytro Boyko؛ زادهٔ ۳۰ سپتامبر ۱۹۸۱) بازیکن فوتبال اهل اوکراین است.
از باشگاه‌هایی که در آن بازی کرده‌است می‌توان به باشگاه فوتبال سیلامائه کالو و باشگاه فوتبال استال آلچفسک اشاره کرد.